# Ross Tompkins
Ross Tompkins (Detroit, 13 mei 1938 - St. Augustine, 30 juni 2006) was een Amerikaanse jazzpianist.

## Biografie
Ross Tompkins studeerde aan het New England Conservatory of Music, verhuisde daarna naar New York, waar hij regelmatig speelde in de band van Kai Winding (1960-1967), met Eric Dolphy (1964) en Wes Montgomery (1966). Verder werkte hij met het kwintet van Bob Brookmeyer/Clark Terry (1966), met Benny Goodman (1968), Bobby Hackett (1965–1970) en met Al Cohn en Zoot Sims (1968–1972). In 1971 verhuisde hij naar Los Angeles, waar hij tot 1992 werkzaam was als pianist in de band van Doc Severinsen in Johnny Carson's The Tonight Show. Hij speelde tijdens de jaren 1970 ook met Louie Bellson, Joe Venuti, Red Norvo en Zoot Sims, (met wie hij in de Half Note optrad) en tijdens de jaren 1980 met Jack Sheldon. Onder zijn eigen naam nam hij enkele albums op voor Concord Records en tijdens de jaren 1990 ontstonden nog drie soloalbums voor Progressive Records. 

## Overlijden
Ross Tompkins overleed in juni 2006 op 68-jarige leeftijd aan de gevolgen van longkanker.

## Discografie
- 1975: A Pair to Draw To (Concord Records)
- 1976: Scrimshaw (Concord Records)
- 1977: Live at Concord 1977 (Concord Records)
- 1977: Lost in the Stars (Concord Records)
- 1978: Ross Tompkins and Good Friends (Concord Records)
- 1979: Festival Time (Concord Records)
- 1982: Street of Dreams (Famous Door)
- 1994: Solo Piano (Progressive)
- 1995: Celebrates the Music of Jule Styne (Progressive)
- 1996: Music (Progressive)
- 1999: Ross Tompkins Celebrates the Music of Harold Arlen (Progressive)
- 2001: Younger than Springtime (Arbors Records)